# هربرت لي واترس
هربرت لي واترس (بالإنجليزية: Herbert Lee Waters)‏ هو مصور أمريكي، ولد في 1902، وتوفي في 1997.